# Lecey
Lecey ist eine französische Gemeinde mit 193 Einwohnern (Stand: 1. Januar 2022) im Département Haute-Marne in der Region Grand Est (bis 2015 Champagne-Ardenne). Die Gemeinde gehört zum Arrondissement Langres und zum 2017 gegründeten Gemeindeverband Grand Langres. 

## Geografie
Lecey liegt im Nordosten des Plateaus von Langres, etwa fünf Kilometer östlich von Langres am Stausee Réservoir de la Liez. Umgeben wird Lecey von den Nachbargemeinden Orbigny-au-Val im Norden, Orbigny-au-Mont im Osten und Nordosten, Celsoy im Osten, Chatenay-Vaudin im Osten und Südosten, Saint-Maurice im Süden und Westen sowie Peigney im Nordwesten.

## Bevölkerungsentwicklung
| Jahr                       | 1962 | 1968 | 1975 | 1982 | 1990 | 1999 | 2006 | 2011 | 2018 |
| Einwohner                  | 190  | 164  | 172  | 232  | 238  | 204  | 216  | 222  | 204  |
| Quellen: Cassini und INSEE |      |      |      |      |      |      |      |      |      |

## Sehenswürdigkeiten
- Kirche La Nativité-de-Notre-Dame
- Kapelle Notre-Dame-des-Victoires
- Steinkreuz aus dem 16. Jahrhundert, Monument historique seit 1929

## Belege
1. ↑  Lecey auf cassini.ehess.fr (französisch)
2. ↑  Lecey auf INSEE